# Mourela (San Tirso de Abres)
Mourela (oficialmente, en eonaviego, A Mourela) es una casería de la parroquia de San Salvador, concejo de San Tirso de Abres, en la comarca del Eo-Navia, Principado de Asturias, España.